# Fußballclub Lustenau 1907 2010-2011

## Rosa 2010-2011
Aggiornata al 17 luglio 2010.
| N. |                    | Ruolo | Calciatore               |
| -- | ------------------ | ----- | ------------------------ |
|    | Austria (bandiera) | D     | Elias Kircher            |
|    | Austria (bandiera) | D     | Daniel Schöpf            |
|    | Austria (bandiera) | D     | Christoph Schösswendtner |
| 22 | Austria (bandiera) | D     | Phillip Eisele           |
| 27 | Austria (bandiera) | D     | Piero Minoretti          |
| 31 | Austria (bandiera) | D     | Christoph Kobleder       |
|    | Austria (bandiera) | C     | Julian Rupp              |
| 15 | Austria (bandiera) | C     | Ibrahim Erbek            |
| 16 | Austria (bandiera) | C     | Marc Grabher             |
|    | Austria (bandiera) | C     | Lukas Vogel              |

| N. |                    | Ruolo | Calciatore       |
| -- | ------------------ | ----- | ---------------- |
| 14 | Austria (bandiera) | C     | Ervin Bevab      |
| 17 | Austria (bandiera) | C     | Metin Batir      |
|    | Austria (bandiera) | C     | Patrick Seeger   |
| 20 | Austria (bandiera) | C     | Philipp Hagspiel |
| 18 | Austria (bandiera) | C     | Mustafa Kazar    |
| 21 | Brasile (bandiera) | C     | Willam Gaucho    |
| 9  | Austria (bandiera) | A     | Eren Dulundu     |
| 2  | Brasile (bandiera) | A     | Grisley Muniz    |
| 11 | Uruguay (bandiera) | A     | Jonathan Techera |
|    | Austria (bandiera) | P     | Markus Breuß     |

### Staff tecnico
| Allenatore:              | Johann Kogler                   |
| Allenatore in seconda:   | Ralph Geiger                    |
| Allenatore dei portieri: | Thomas Schneider                |
| Massaggiatore:           | Helmut Loacker Christian Sutter |